# Migirpa
Migirpa (łac. Diocesis Migirpensis) – stolica historycznej diecezji w Cesarstwie rzymskim w prowincji Afryka Prokonsularna, sufragania metropolii Kartagina. Współcześnie w Tunezji. Obecnie katolickie biskupstwo tytularne.

## Biskupi tytularni
| Lp. | Biskup          | Funkcja                             | Od               | Do               |
| --- | --------------- | ----------------------------------- | ---------------- | ---------------- |
| 1   | Martin Wiesend  | biskup pomocniczy Bambergu (Niemcy) | 19 stycznia 1967 | 7 marca 2003     |
| 2   | Daniel Bohan    | biskup pomocniczy Toronto (Kanada)  | 14 maja 2003     | 30 marca 2005    |
| 3   | Joseph Tyson    | biskup pomocniczy Seattle (USA)     | 12 maja 2005     | 12 kwietnia 2011 |
| 4   | Michael Gerber  | biskup pomocniczy Fryburga (Niemcy) | 12 czerwca 2013  | 13 grudnia 2018  |
| 5   | Andris Kravalis | biskup pomocniczy Rygi (Łotwa)      | 8 marca 2019     |                  |